# Scottish Ambulance Service
Scottish Ambulance Service — шотландская служба скорой помощи, часть национальной службы здравоохранения. Образована в ходе реогранизации в 1999 году.
Служба финансируется департаментом здравоохранения правительства Шотландии.
Обслуживает экстренные медицинские обращения как на основной территории Шотландии, так и на островах. Предоставляет парамедиков и экстренные услуги по обращениям на телефонный номер 999, услуги по перевозке пациентов и различные вспомогательные услуги. В службе работает более 4.7 тысяч сотрудников, из них более 1.3 тысяч парамедиков и более 1.2 тысяч техников; используется около 1.5 тысяч транспортных средств (в том числе 2 вертолета и 2 самолета).
Общая обслуживаемая площадь превышает 13 тыс кв.км., на ней проживает более 5 миллионов человек. Служба разделена на 5 географических подразделений: северное, восточно-центральное, западно-центральное, юго-восточное, юго-западное.
За год принимает около 1.5 млн вызовов, выполняет около 600 тысяч экстренных выездов, 700 тысяч перевозок (3.7 тысяч с использованием воздушного транспорта)

По данным, приведенным газетой BBC, по крайней мере для половины жителей территории доступность помощи составляет 6 минут.